# 聖書信仰連盟
聖書信仰連盟（せいしょしんこうれんめい）は大阪のメソヂスト神学校で設立された、聖書信仰の普及のために一致協力を目的とする組織。日本の福音派の教会の最初の協力団体。

## 歴史
1933年1月30日に聖書信仰連盟が組織された。代表者25名が出席して、土山鉄次の司会の下に、議事を行った。中田重治は、文部省が内諾して、文部省が行政上から、その機関の設置を希望していることを説明した。そして規約が定められた。規約の第二条には「聖書を悉く神の言なりと信ずる聖潔派の諸団体及び単立教会をもって組織す」と明記。
中田重治が満場一致で理事長に選ばれ、中田の指名によって、喜田川広、土山鉄次、平出慶一、御牧碩太郎、堀内文一、竹田俊造が委員に選ばれた。
参加団体は、日本ホーリネス教会、日本ナザレン教会、自由メソジスト教会、協同、日本伝道隊、聖書教会、復興教会、ウェスレアン、鉄道ミッション、ジャパン・レスキュウ・ミッション、世界宣教団、イエス・キリスト召団、大阪ミッションなどであった。その直後にホーリネスの分裂問題が起きて、実質的な活動はされなかった。